# 学校法人暁学園 (三重県)
学校法人暁学園（がっこうほうじん あかつきがくえん）は、三重県四日市市萱生町238にある学校法人である。
幼稚園から大学までそろう三重県で唯一の総合学園である。理事長は喜岡渉である。
1946年（昭和21年）に平田紡績社長の宗村佐信によって財団法人（1951年〈昭和26年〉に学校法人となる）暁学園が設立された。当時の吉田勝太郎四日市市長と相談して作られており、四日市大学開校の際も四日市市の協力を全面的に受けている。

## 沿革
- 1946年（昭和21年）
  - 3月 - 暁学園の設立が認可される（四日市市天ヶ須賀地区に建設される）。
  - 5月 - 暁幼稚園が開園する。
  - 6月 - 暁女子専門学校が設立される。
- 1947年（昭和22年）6月 - 暁学園創立1周年記念式典を挙行し、6月20日を創立記念日と制定する。
- 1948年（昭和23年）
  - 4月 - 暁小学校・暁中学校が開校する。
  - 6月 - 暁学園歌が制定される。石川達三作詞、橋本国彦作曲。
- 1949年（昭和24年）4月 - 暁高等学校が開校する。
- 1950年（昭和25年）
  - 4月 - 暁学園短期大学（後に四日市大学短期大学部：現在は廃止）が開学する。
  - 10月 - 暁学園綱領「人間たれ」が制定される。
- 1963年（昭和38年）9月 - 暁小学校を現在地に移転する（四日市市蒔田地区に建設される）。
- 1965年（昭和40年）9月 - 暁学園本部・短期大学・高等学校・中学校を現在地に移転する（四日市市萱生町238に建設される）。
- 1983年（昭和58年）4月 - 暁中学校・高等学校（6年制）が発足する。
- 1988年（昭和63年）4月 - 四日市大学が開学する（四日市市萱生町1200に建設される）。
- 1993年（平成 5年）4月 - 暁高等学校（3年制）が男女共学となる。
- 2007年（平成19年）4月 - 四日市看護医療大学が開学する。
- 2011年（平成23年）4月 - 四日市看護医療大学大学院が設置される。
- 2025年（令和7年）7月　三重県四日市市の暁学園暁高で2022年、当時3年だった女性（20）が交際していた男子生徒から受けたとされる性的暴行について、同校が設置した第三者委員会が「心理的苦痛を感じていた」として、いじめ重大事態に認定したことが27日、関係者への取材で分かった。保護者から訴えを受けた同校は当初「男女問題」と認識し組織的対応や積極的な調査をせず、第三者委は報告書で「いじめへの認識の欠如が顕著だ」と指摘した。　関係者によると、女性は22年8～11月、当時の交際相手から屋外や校内などで20回以上、性被害を受けたという。

## 立地
暁学園の本部・中学校・高等学校は旧萱生城跡地にあり、南側に住宅地が広がり、その南端に四日市大学・四日市看護医療大学がある。移転場所決定にあたり三岐鉄道による誘致活動が行われた。その住宅地は三岐鉄道が造成し、あかつき台という町名になっている。幼稚園は学園が設立された場所である場所付近（天ヶ須賀）にあり、小学校は幼稚園よりやや内陸（蒔田）にある。幼稚園付近は古くからの漁村の集落の中にあり、小学校は近鉄名古屋線川越富洲原駅の近くにある。
学園本部の最寄り駅は、三岐鉄道暁学園前駅。

## 設置校
- 四日市看護医療大学
- 四日市大学
- 暁中学校・高等学校
- 暁小学校
- 暁幼稚園

### 廃止校
- 四日市大学短期大学部

## 学園構成員
以下のデータは2013年5月1日現在。

### 歴代理事長
- 初 代：宗村佐信 （1947年〈昭和22年〉 - 1975年〈昭和50年〉）
- 第2代：宗村完治 （1975年〈昭和50年〉 - 1978年〈昭和53年〉）
- 第3代：宗村南男 （1978年〈昭和53年〉 - 2016年 〈平成28年〉）
- 第4代：丸山康人 （2016年〈平成28年〉 -2021年〈令和3年）)
- 第5代: 喜岡渉　（2021年〈令和3年〉 -

### 教員・職員数
- 総計：583名（本務者・兼務者の合計。以下同じ。）
  - 法人職員：11名
  - 四日市看護医療大学・同大学院：教員120名、職員20名
  - 四日市大学：教員135名、職員37名
  - 暁高等学校：教員124名、職員15名
  - 暁中学校：教員44名、職員8名
  - 暁小学校：教員40名、職員9名
  - 暁幼稚園：教員17名、職員3名

### 在籍者数
- 総計：3,828名
  - 四日市看護医療大学・同大学院：学生588名（定員：620名）
  - 四日市大学：学生834名（定員：990名）
  - 暁高等学校：生徒1,436名（定員：1,350名）
  - 暁中学校：生徒447名（定員：570名）
  - 暁小学校：児童428名（定員：540名）
  - 暁幼稚園：園児188名（定員：220名）

## 暁幼稚園
三重県四日市市天ヶ須賀にある私立幼稚園。創設者は平田紡績社長の宗村佐信で暁学園の付属幼稚園。1946年（昭和21年）5月に平田紡績社長の宗村佐信によって創設される。平田紡績社宅跡地の天ヶ須賀本町に開園する。
教育方針として主体的で確かな生きる力を身につけた子どもを育てる事を目標としている。発達を重視している。以下の能力を育成している。
1. 自分の意識の育成
2. 意欲重視
3. 努力重視
4. 身体教育と生活力
5. 思考力
6. 協力と共に生きる力
7. 文化教育の実施